# Библиотека „Црни дијамант” у Копенхагену
Црни дијамант (дан. Den Sorte Diamant) је модерно проширење старе зграде Краљевске данске библиотеке у Слотсхолмену, у централном Копенхагену, у Данској. Његов надимак референца је на полирану црну гранитну облогу и неправилне углове. Пројектовали су је дански архитекти фирме Schmidt Hammer Lassen. Црни дијамант је завршен 1999. године као прва у низу великих културних зграда дуж обале Копенхагена.
Поред функције библиотеке, у згради се налази и низ других јавних објеката и  садржаја, од којих се већина налази око централног, осветљеног атријума који се усеца у зграду са огромним застакљеним прочељем окренутим према луци. Садржаји укључују гледалиште са 600 места, Краљичину салу, које се користи за концерте - углавном камерну музику и џез - књижевне догађаје, позоришне представе и конференције. Ту су и изложбени простори, књижара, ресторан, кафић и кровна тераса. Два музеја имају седиште у црном дијаманту, Национални музеј фотографије и мали музеј посвећен цртаној уметности.

## Историја
Почетком деведесетих, данско Министарство за културна питања покренуло је међународни архитектонски конкурс за дизајн продужетка Краљевске библиотеке у Слотсхолмену. Такмичење је привукло 178 данских и међународних архитектонских фирми и на крају је Schmidt Hammer Lassen изабран за победника 1993. године.
Изградња је започета 1995. Цена зграде износила је 465.000.000 данских круна. Министарство за културна питања је изградило, а консултанти инжењери су били Moe and Brødsgaard A/S.
Црни дијамант отворен је 7. септембра 1999. године, а отворен за јавност 15. септембра 1999. године. Тадашња министарка за културу Јите Хилден назвала га је Црним дијамантом.

## Архитектура
Основни облик црног дијаманта је кутија која се нагиње улево гледано из луке, као и према води. Истовремено се благо шири одоздо и према горе и од севера ка југу, дајући му искривљени, призматични облик.
Зграда је обложена црним гранитом познатим као Апсолутно црни, који је извађен у Зимбабвеу, а затим исечен и полиран у Италији. Црна облога износи 2.500 квадратних метара, а сваки камен је тежак 75 кг.
Широка, застакљена "пукотина" раздваја фасаду на два дела, пропуштајући природно светло у централни атријум унутар зграде. Остакљени појас такође се протеже дуж приземља зграде у пуној висини како би омогућио панорамски поглед на обалу изнутра, док истовремено има за циљ да Црном дијаманту пружи плутајући изглед када се гледа са воде.
Црни дијамант је од старе зграде, познате као Холмова зграда, одвољен прометном улицом Christians Brygge која пролази дуж обале. Неколико прелаза повезује две зграде.

### Атријум
За разлику од строге и тамне спољашњости, атријум ствара светао централни простор у библиотеци. Омеђан је валовитим балконима. Из атријума покретна трака води до нивоа Ц у коме се налазе главне просторије библиотеке.

### Веза
Веза је стаза која пролази од фоајеа старе главне зграде библиотеке кроз пролаз шеталиште изнад Christians Brygge и атријума дуж пролаза до застакљене фасаде са задивљујућим погледом на округ Christianshavn и Islands Brygge преко луке.

## Објекти библиотеке
Главни спрат библиотеке је ниво Ц до кога се из приземља долази покретном траком. Изградњом Црног дијаманта, Краљевска библиотека у Слотсхолмену добила је 21 500 квадратних метара и сада има шест читаоница у односу на претходну једну и 474 читалачких и радних места у поређењу са 96 пре доградње. Информациона соба има 60 места у односу на претходних 46.

### Kirkeby-broen
Циркулациони пулт се налази у главном пролазу ширине 18 метара који повезује стару и нову зграду изнад Christians Brygge.
Краљевска библиотека у Слотсхолмену није јавна библиотека у којој је могуће тражити и покупити књиге са отворених полица, а затим их позајмити за употребу ван библиотеке. Супротно томе, књиге се морају наручити путем Интернета или попуњавањем формулара за захтев у каталошкој соби. Књиге се затим могу преузети сутрадан.

### Читаонице
Све читаонице на нивоима од Ц до Ф окренуте су према атријуму који им пружа природно светло. Читаонице се састоје од соба двоструких висина са избаченим полуспратом.
Сврха читаонице Запад је да омогући корисницима да проучавају материјале из колекције библиотеке који су ограничене на тај простор, и да им стави на располагање велику референтну колекцију. У читаоници има 160 радних места и могуће је добити одређено место за одређено време по пријави. Референтна колекција садржи укупно 65.000 свезака распоређених на два спрата. Акценат збирке је на хуманистичким и теолошким наукама, али покривена су сва подручја библиотеке. Соба има посебно обезбеђен простор у коме се може проучавати заштићени материјал. 
Читаоница Исток има 130 радних места, а основна намена јој је да омогући приступ великом броју новина и периодике и, истовремено, да обезбеди велики број радних места за друге намене. 4000-3200 страних и 800 данских публикација су по абецедном реду чува на полицама. Постоји 70.000 ролни микрофилмова како данских тако и страних новина. Циљна група су студенти и други којима је потребно знање на високом нивоу.
Две преостале читаонице смештене у Црном дијаманту су Центар за мапе, графике и фотографије и Центар за музику и позориште.

## Краљичина сала
Краљичина сала је гледалиште у којем може да се смести до 600 људи. Користи се у разне сврхе, укључујући концерте, конференције, филм, балет и позориште. Сала је опремљена акустичним системом који се прилагођава одређеној врсти музике. 

### Концерти
Краљичина сала је првенствено замишљена као место за класичну, посебно камерну музику, али такође се тамо свира џез и други облици ритмичке музике.
Библиотека има свој стални ансамбл камерне музике познат као Дијамантски ансамбл коме се често придружују гостујући интернационални музичари. На репертоару су „изложбени концерти“ музичких дела из музичке архиве Краљевске библиотеке која је највећа у нордијским земљама.

### Међународна ауторска сцена
Краљичина сала се такође користи за програм предавања водећих међународних писаца и интелектуалаца. Предстојећи или претходни говорници су  Мартин Валзер, Јули Це, Гинтер Грас, Салман Рушди,  Славој Жижек, Осне Сејерштад, Кофи Анан, Пол Остер, Алаа ел Асвани и други.

## Изложбе
Црни дијамант има два главна изложбена простора. Већи од њих је Перистил (дански: Søjlehallen) који се простире на 600 квадратних метара и налази се на нивоу К. У њему се одржавају разне културно-историјске изложбе, укључујући оне које одржава Национални музеј фотографије. Други простор, Монтана сала, отворена је 2009. године и служи као ризница библиотеке. Овде су изложени најређи комади из националне баштине.

### Национални музеј уметности цртаних филмова
Дански музеј цртане уметности налази се на нивоу Б са такозваним галеријским ходником који служи као изложбени простор музеја. Веће изложбе, којих је обично једна годишње, одржавају се у изложбеном простору на нивоу К. Музеј делује под управом Центра за мапе, графике и фотографије. Прва велика изложба састојала се од цртежа данског уметника Боа Бојесена.

## Уметничка дела

### Киркеби фреска
Дански уметник Пер Киркеби створио је 210 квадратних метара фреске без наслова на улазу у одељак за позајмице и читаонице на нивоу Ц. Слика је једна од највећих украса плафона у нордијским земљама и Перу Киркебију је требало више од годину дана да је заврши. Изведена у уљу, живописна слика ствара запањујући контраст минималистичком окружењу и оближњем процепу у стаклу и челику.

### Каталог- звучни украс
Каталог је музичко дело које је дански композитор Јенс Вилхелм Педерсен са надимком Fuzzy компоновао специјално за Црни дијамант, као нову уметничку декорацију. Састоји се од електроакустичке композиције, дуге око три минута, за сваку недељу у години. Сваког дана у 13 сати композиција се емитује у атријуму путем сталне инсталације засноване на компјутеризованом 12-каналном систему звучника, у којем се сваки звучник може програмирати појединачно. Четири звучника уграђена су у плафон сваког од три нивоа балкона.
Свака од 52 композиције, инспирисане једним од библиотечких блага, било рукописом, фотографијом, књигом или музичким делом, замишљена је као омаж и промоција колекција библиотеке, а истовремено и као прилика за кориснике да подигну поглед са својих књига и предахну.